# Springer Motor Vehicle Company
Springer Motor Vehicle Company war ein US-amerikanischer Hersteller von Automobilen.

## Unternehmensgeschichte
John H. Springer gründete 1903 das Unternehmen in New Haven in Connecticut. Dazu übernahm er im April 1903 die Kidder Motor Vehicle Company aus der gleichen Stadt. Zunächst setzte er die Produktion der Kidder-Automobile fort. Der Markenname lautete Springer.
Im Sommer 1903 zog das Unternehmen nach New York City. Frank T. Clark wurde als Konstrukteur angeworben, der neue Modelle entwarf. 1905 endete die Produktion.

## Fahrzeuge
Die ersten Fahrzeuge waren Dampfwagen.
Clark entwickelte Wagen mit Ottomotoren. Zunächst erschien ein Modell mit einem wassergekühlten Zweizylindermotor. Der Motor leistete 12 PS. Das Fahrgestell hatte 213 cm Radstand. Der Aufbau war ein Roadster.
Wenig später folgte ein Modell mit einem Vierzylindermotor, der ebenfalls wassergekühlt war. Tatsächlich waren es zwei separate Zweizylindermotoren, die einzeln oder zusammen betrieben werden konnten. Sie waren unter den vorderen Sitzen montiert. Die Motorleistung war mit 40 PS angegeben. Der Radstand betrug 267 cm. Diese Wagen waren als Tourenwagen karosseriert.
1905 erhielt das kleinere Modell einen längeren Radstand von 234 cm. Der Neupreis betrug 2500 US-Dollar. Beim größeren Modell wurde die Motorleistung nun mit 30 PS angegeben. Eine große vordere Haube, die keine Motorhaube war, täuschte einen Frontmotor vor. Auffallend war eine große Windschutzscheibe.